# Алтиншоки
Алтиншоки́ (каз. Алтыншоқы) — село у складі Урджарського району Абайської області Казахстану. Адміністративний центр Алтиншокинського сільського округу.
Населення — 1068 осіб (2021; 1463 у 2009, 1961 у 1999, 2570 у 1989).
Національний склад станом на 1989 рік:
- казахи — 70 %

До 1993 року село називалось Предгорне.